# Pilchów
Pilchów – wieś w Polsce położona w województwie podkarpackim, w powiecie stalowowolskim, w gminie Zaleszany.
| SIMC    | Nazwa        | Rodzaj    |
| ------- | ------------ | --------- |
| 0811046 | Przyłęk      | część wsi |
| 0811052 | Sandomierska | część wsi |
| 0811069 | Wygon        | część wsi |

Wieś leży na lewym brzegu Sanu, sąsiadując od południowego wschodu z Charzewicami – dzielnicą Stalowej Woli. Przez wieś przechodzi linia kolejowa nr 68 Lublin Główny – Przeworsk z przystankiem Pilchów.
W latach 1975–1998 miejscowość administracyjnie należała do województwa tarnobrzeskiego.
W miejscowości funkcjonują: publiczna szkoła podstawowa, placówka OSP, filia biblioteki gminnej, klub sportowy KS „Jagiełło Pilchów” (w sezonie 2016/17 – klasa B grupa Stalowa Wola II). Kulturę ludową kultywuje zespół „Gościniec”, objęty patronatem Gminnego Ośrodka Kultury.